# 1976 في سويسرا
فيما يلي قوائم الأحداث التي وقعت خلال عام 1976 في سويسرا.

## رياضة
- 18 يوليو – سباق طواف فرنسا 1976 الفائزون لوسيان فان يمبي، رايمون بوليدور، يوب زوتميلك.

## مواليد

### يناير
- 5 يناير – سيفيرين لوثي لاعب كرة مضرب سويسري.

### فبراير
- 19 فبراير – إيفو هيوبيرجير لاعب كرة مضرب سويسري.
- 26 فبراير – ماورو لوسترينيلي لاعب كرة قدم سويسري.

### مارس
- 2 مارس – هاني نيكولاج حكم كرة قدم سويسري.

### أبريل
- 13 أبريل – كريستوف ثري إيتش تو وان درّاج طريق سويسري.

### يوليو
- 9 يوليو – إيمانويل جالياردي لاعبة كرة مضرب سويسرية.
- 16 يوليو – باسكال كاستيلو لاعب كرة قدم سويسري.

### أغسطس
- 16 أغسطس – نوريا فرنانديث عداءة مسافات متوسطة إسبانية.
- 27 أغسطس – إيفان بينيتو إراولا لاعب كرة قدم.

### أكتوبر
- 4 أكتوبر – إيلي شتيك متسلق صخور ومتسلق جبال سويسري.
- 19 أكتوبر – أندريه بوشر
- 22 أكتوبر – يوناس لوشر كاتب سويسري.

### نوفمبر
- 2 نوفمبر – إي دي إكس

### ديسمبر
- 7 ديسمبر – دافيد تاينى لاعب كرة قدم سويسري.
- 17 ديسمبر – باتريك مولر لاعب كرة قدم سويسري.

## وفيات

### مارس
- 4 مارس – والتر شوتكي (مواليد 1886) فيزيائي ألماني.